# 帰らない日曜日
『帰らない日曜日』（かえらないにちようび、Mothering Sunday）は2021年のイギリスの恋愛映画。監督はエヴァ・ユッソン、出演はオデッサ・ヤングとジョシュ・オコナーなど。グレアム・スウィフトが2016年に上梓した小説『マザリング・サンデー』を原作とし、第1次世界大戦後のイギリスを舞台に、名家の子息と孤独なメイドの秘密の恋を描いている。

## ストーリー
1924年のイギリス。ジェーン・フェアチャイルドは資産家のニヴン夫妻の屋敷で住み込みのメイドとして働いていたが、母の日だけは自由に過ごすことが許されていた。ジェーンはその貴重な休暇を読書に費やすつもりだったが、屋敷に来て以来の恋人、ポールから突然電話で呼び出された。ポールはニヴン家と同じくらい裕福なシェリンガム家に生まれ育ち、ニヴン家とも家族ぐるみの付き合いをしていた。そんなポールが親の勧めで同じ上流階級の女性（エマ）と結婚することになったというのである。こうして、2人の身分違いの恋はあっけなく終わりを迎えたかに見えたが、ほどなくして、さらなる悲劇が起きてしまう。
このたった1日に起きた出来事はジェーンの人生に後々まで大きな影響を及ぼすことになった。本作はその顛末を描き出していく。

## キャスト
- ジェーン・フェアチャイルド: オデッサ・ヤング（英語版）
  - 老年期のジェーン・フェアチャイルド: グレンダ・ジャクソン
- ポール・シェリンガム: ジョシュ・オコナー
- クレア・ニヴン: オリヴィア・コールマン
- ゴッドフリー・ニヴン: コリン・ファース
- ドナルド: ショペ・ディリス（英語版）
- ミリー: パッツィ・フェラン（英語版）
- エマ・ホブデイ: エマ・ダーシー（英語版）
- ジャイルズ・ホブデイ: サイモン・シェパード（英語版）
- シルヴィア・ホブデイ: キャロライン・ハーカー（英語版）
- ミセス・シェリンガム: エミリー・ウーフ（英語版）
- ミスター・シェリンガム: クレイグ・クロスビー
- ミスター・パクストン: アルバート・ウェリング（英語版）

## 製作・音楽
2020年6月25日、オデッサ・ヤング、オリヴィア・コールマン、コリン・ファース、ジョシュ・オコナーが本作に出演することになったと報じられた。9月22日、ショペ・ディリスの起用が発表された。同月、本作の主要撮影がイギリスで始まった。当時、映画業界はコロナ禍による製作の中断及び中止というリスクを抱えており、そのために映画製作が停滞するという危機的状態にあった。しかし、イギリス政府がコロナ禍のために生じた被害を救済するための保険制度を臨時で設けたため、本作の製作陣は安心して撮影開始に踏み切れたのだという。
2021年6月14日、モーガン・キビーが本作で使用される楽曲を手掛けるとの報道があった。11月17日、本作のサウンドトラックが発売された。

## 公開・マーケティング
2020年9月23日、ソニー・ピクチャーズ クラシックスが本作の全米配給権を獲得したと報じられた。2021年7月9日、本作は第74回カンヌ国際映画祭でプレミア上映された。その後、ハンプトンズ国際映画祭やトロント国際映画祭でも本作の上映が行われた。9月7日、本作のオフィシャル・トレイラーが公開された。

## 評価
本作は批評家から高く評価されている。映画批評集積サイトのRotten Tomatoesには135件のレビューがあり、批評家支持率は78%、平均点は10点満点で6.6点、批評家の一致した見解は「『帰らない日曜日』はもどかしいほどの肌寒さを感じさせてくれるが、興味を惹く演技としっかりとした全体的な作り込みのおかげで、魅力に欠けることはほとんどない。」となっている。また、Metacriticには30件のレビューがあり、高評価が18件、賛否混在が12件、低評価はなく、加重平均値は66/100となっている。